# Teoria sygnalizacji

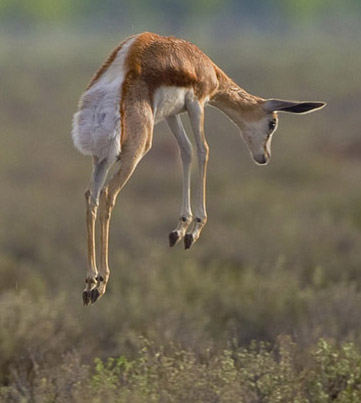
Skocznik antylopi (Antidorcas marsupialis; dawniej także: szpringbok) wykonuje podskoki (pronking) mogące sygnalizować drapieżnikom jego szybkość i sprawność.

Teoria sygnalizacji – teoria z zakresu biologii ewolucyjnej zajmująca się badaniem komunikacji międzyosobniczej zarówno w obrębie jednego gatunku, jak i pomiędzy gatunkami. Podstawowy problem polega na ustaleniu, kiedy osobniki o sprzecznych interesach, jak np. w procesie doboru płciowego, będą wysyłać uczciwe sygnały, a kiedy będą oszukiwać (nie zakłada się świadomych intencji). Ważną rolę w tej dziedzinie odgrywa modelowanie matematyczne komunikowania przez osobniki swojego stanu psychofizycznego jako strategii stabilnej ewolucyjnie.
Komunikacja międzyosobnicza odbywa się w określonych kontekstach, np. podczas wyboru partnerów przez samice, co poddaje sygnały wysyłane przez samców presji selekcyjnej. W ten sposób sygnały ewoluują, ponieważ wpływają one na zachowanie odbiorcy z korzyścią dla nadawcy. Sygnały mogą być uczciwe, przekazując informacje zwiększające dostosowanie odbiorcy, lub nieuczciwe. Osobnik może oszukiwać wysyłając nieuczciwe sygnały, co mogłoby doraźnie sprzyjać nadawcy, ale podkopując system komunikacyjny całej populacji.
Biolodzy, jak Richard Dawkins, zastanawiali się, czy ewolucja sygnałów działa na poziomie osobniczym czy genowym, czy może na poziomie grupy, dowodząc, że osobniki ewoluują w kierunku coraz lepszego komunikowania i odbierania sygnałów, w tym nieuleganiu manipulacji.